# Eintrittsalter
Im Versicherungswesen bezeichnet das Eintrittsalter das Alter der versicherten Person bei Versicherungsbeginn.  Der Versicherer berücksichtigt das Eintrittsalter bei der Kalkulation der Versicherungsprämie zu Beginn der gewünschten Versicherung. Es muss nicht dem tatsächlichen Alter entsprechen;  ebenso muss die versicherte Person nicht auch Versicherungsnehmer sein.

## Allgemeines
Das versicherungstechnische Eintrittsalter ist vor allem dann für die Höhe der Versicherungsbeiträge wesentlich, wenn biometrische Risiken versichert werden, also Risiken, die sich wesentlich mit dem Alter der versicherten Person ändern. Dies betrifft vor allem Lebensversicherungen, private Rentenversicherungen, private Berufs- und Erwerbsunfähigkeitsversicherungen, private Kranken- und Pflegeversicherungen.
Allerdings wird anhand des Eintrittsalters auch geprüft, ob eine Versicherbarkeit noch gegeben ist. Dies betrifft neben den oben genannten Versicherungen auch die Unfallversicherungen.

## Verfahren
Zur Ermittlung des Eintrittsalters gibt es im Wesentlichen drei Verfahren:

### Tatsächliches Eintrittsalter
In diesem Verfahren wird das tatsächliche Alter der versicherten Person taggenau berücksichtigt.
Beginnt die Versicherung einen Tag nach dem Geburtstag ist die versicherte Person für die Kalkulation der Versicherungsbeiträge ein ganzes Jahr älter.

### Kalenderjährliche Ermittlung (oder auch Kalenderjahresverfahren)
Dieses Verfahren wird von der Mehrzahl der privaten Krankenversicherer und einigen Lebensversicherern genutzt. Zur Ermittlung des Eintrittsalters wird das Geburtsjahr vom aktuellen Kalenderjahr subtrahiert. Bei dieser Methode erhöht sich das Eintrittsalter exakt zum Jahreswechsel kalkulatorisch um ein Jahr, d. h. ein Abschluss mit Versicherungsbeginn zum 1. Januar führt häufig zu höheren Beiträgen als ein Abschluss mit Versicherungsbeginn zum 1. Dezember des Vorjahres.

### Geburtsdatum mit Karenz (oder auch Halbjahresverfahren)
Bei dieser Methode, die vor allem bei Lebens- und Berufsunfähigkeitsversicherern häufig Anklang findet, werden Geburtsdatum und gewünschter Versicherungsbeginn in Relation gesetzt: Die versicherte Person wird 6 Monate vor ihrem Geburtstag um ein kalkulatorisches Jahr älter.

## Vergleich der Verfahren
Der Beitragsvergleich von Versicherungsangeboten mit biometrischen Risiken ist nur unter Berücksichtigung des Eintrittsalters sinnvoll, da die Versicherer verschiedene Methoden verwenden und deswegen je nach Beginn und Geburtsdatum auch bei gleichen Tarifen und Voraussetzungen zu einer unterschiedlichen Kalkulation kommen können.